# Frederick Edward-Collins
Sir George Frederick Edward Basset-Collins (Bodmin, 26 dicembre 1883 – Lostwithiel, 17 febbraio 1958) è stato un ammiraglio inglese.

## Biografia
Era il figlio di Edward Charles Edward-Collins, un proprietario terriero della Cornovaglia. Era il fratello minore di Charles Edward-Collins.

## Carriera navale
Edward-Collins entrò nella Royal Navy il 15 gennaio 1898. Durante la prima guerra mondiale, ha servito sulla HMS Superb e sulla HMS Tiger. Nel 1920 ha comandato gli incrociatori leggeri HMS Carysfort e HMS Comus, e l'incrociatore da battaglia HMS Renown.
Edward-Collins è stato capitano della HMS Renown (dicembre 1930-marzo 1932). Fu nominato Capo di Stato Maggiore al Comandante in Capo della flotta del Mediterraneo il 13 Settembre 1935.